# Horst Brie
Horst Brie (* 1. Februar 1923 in Berlin-Karlshorst; † 26. März 2014) war ein Diplomat der DDR.

## Leben
Horst Brie wuchs in Berlin auf und besuchte dort die Volksschule und danach bis zu seinem elften Lebensjahr das Gymnasium. Sein Vater, ein Geschäftsreisender für chemische Geräte, war jüdischer Herkunft und Mitglied der Kommunistischen Partei. 1934 emigrierte die Familie daher in die Tschechoslowakei.

### Emigration
In Prag besuchte Horst Brie das Stefan-Gymnasium. Später kam er in Kontakt mit Adolf Buchholz und wurde 1938 Mitbegründer der FDJ. Nach dem Einmarsch deutscher Truppen in die Tschechoslowakei 1939 gelang Brie zusammen mit seinen Eltern die Flucht über Polen nach London. Dort war Brie zusammen mit weiteren Flüchtlingen an der Gründung der FDJ in Großbritannien beteiligt. Im Frühsommer 1940 wurde er als „feindlicher Ausländer“ kurzzeitig in Huyton bei Liverpool interniert. Er konnte aber noch im selben Jahr eine Ausbildung zum Werkzeugschlosser beginnen und arbeitete anschließend von 1942 bis 1946 in diesem Beruf. 1943 trat er in die KPD ein.

### Rückkehr nach Deutschland
Im Juni 1946 konnte Brie über Jugoslawien, wo er politische Arbeit unter deutschen Kriegsgefangenen leistete, nach Deutschland zurückkehren. Sein Ziel war die sowjetische Besatzungszone. Von 1946 bis 1947 war er als Redakteur beim Landessender Schwerin tätig. In Mecklenburg wurde er FDJ-Funktionär und in seiner Eigenschaft als stellvertretender Landesvorsitzender von 1947 bis 1955 auch Mitglied des Zentralrates der FDJ. 1949 wurde Brie zunächst Sekretär der SED-Kreisleitung Schwerin und noch im selben Jahr Abteilungsleiter und Sekretär des SED-Landesverbandes Mecklenburg.
Diesen Posten hatte er inne, bis er sich 1950 vor der Zentralen Parteikontrollkommission wie zahlreiche Westemigranten verantworten musste. In der Folge wurde er 1951 zur Maschinen-Traktoren-Station Leezen versetzt, die er bis 1954 als Direktor leitete. Nach seiner Rehabilitierung war Brie dann von 1955 bis 1958 Bezirkssekretär der Gesellschaft für Deutsch-Sowjetische Freundschaft in Schwerin. Parallel dazu begann er 1955 ein Fernstudium an der Parteihochschule „Karl Marx“, das er 1962 als Diplomgesellschaftswissenschaftler abschloss.

### Eintritt in den diplomatischen Dienst
1958 nahm Brie seine Tätigkeit im Ministerium für Auswärtige Angelegenheiten der DDR auf. Zunächst war er von 1958 bis 1961 1. Sekretär an der Botschaft in China und danach von 1961 bis 1963 Sektorenleiter und stellvertretender Abteilungsleiter in der 1. Außereuropäischen Abteilung (Ferner Osten) im Ministerium. Von 1963 bis 1964 wurde er als Botschaftsrat und Geschäftsträger der Botschaft erneut nach China entsandt, bevor er zum Botschafter in Nordkorea ernannt wurde, wo er die DDR von September 1964 bis Dezember 1968 vertrat. 1968 wurde er nach Berlin zurückberufen und war dort bis 1971 als wissenschaftlicher Berater im Ministerium tätig. Er leitete die Abteilung Analyse, Planung, Prognose, die in die Grundsatzabteilung aufging.
1971 wurde Horst Brie Leiter der Arbeitsgruppe Vorbereitung einer Europäischen Sicherheitskonferenz (ESK) im Ministerium für Auswärtige Angelegenheiten und war in dieser Funktion von Januar bis Juni 1973 Leiter der DDR-Delegation bei den vorbereitenden Gesprächen über die Reduzierung von Truppen und Rüstungen in Mitteleuropa in Wien. 1972 ging er als Mitarbeiter der Vertretung der Kammer für Außenhandel der DDR nach Japan. Dort fungierte er de facto als deren Leiter zur Vorbereitung der sich abzeichnenden diplomatischen Beziehungen. Nach Aufnahme diplomatischer Beziehungen zwischen beiden Ländern wurde Brie am 22. April 1974 als erster außerordentlicher und bevollmächtigter Botschafter der DDR in Japan akkreditiert. Anschließend war er vom 25. Juli 1983 bis 19. September 1990 Botschafter in Griechenland.
Horst Brie hatte aus zweiter Ehe drei Söhne, Thomas, André und Michael.
Seit 1971 war Horst Brie mit Fanny Brie-Rosenthal verheiratet.
Er wurde auf dem Jüdischen Friedhof Berlin-Weißensee bestattet.

## Auszeichnungen
- 1969 Vaterländischer Verdienstorden in Bronze, 1976 in Silber, 1983 in Gold
- 1988 Stern der Völkerfreundschaft in Gold
- Artur-Becker-Medaille in Gold

## Schriften
- Davids Odyssee – Eine deutsche Kindheit, eine jüdische Jugend. (Autobiografie, Teil 1), Das Neue Berlin, Berlin 1997, ISBN 978-3-929161-94-6
- Erinnerungen eines linken Weltbürgers. (Autobiografie, Teil 2), Dietz, Berlin 2006, ISBN 978-3-320-02084-2